# フォルクスワーゲン・EA489
フォルクスワーゲン・EA489（Volkswagen EA489 ）は、フォルクスワーゲンが開発した前輪駆動の小型トラックである。
1975年から1979年にかけて西ドイツのハノーファー工場で2,600台分のコンプリート・ノックダウン・キットが生産され、1976年から1977年にかけてメキシコのプエブラ工場でメキシコ市場向けに3,600台が生産された。
オーストラリア、ニュージーランド、パプアニューギニア、フィリピン、パキスタン、インドネシア、トルコ、メキシコでの生産が検討された。この車はトルコでEA489、インドネシアでミトラ（Mitra ）、メキシコではホーミガ（Hormiga 、スペイン語でアリの意）という名称で販売された。

## 諸元
- シャーシ - 単純なラダーフレーム。
- エンジン - 水平対向4気筒プッシュロッド駆動OHV空冷エンジン、1,584cc、45PS/4,000rpm。フロントエンジン（キャブオーバー）、前輪駆動。
- サスペンション - 前輪 - 独立懸架、縦置きトーションバー & ウィッシュボーン. 後輪 - リーフ・スプリング式車軸懸架
- ホイール - 4.5J14in。
- 最高速度 - 85km/h。
- ペイロード - 1000kg（メキシコ版ホーミガ）。[1]